# Тоя буковинська
Тоя буковинська (Aconitum bucovinense) — вид квіткових рослин з родини жовтецевих (Ranunculaceae).

## Опис
Багаторічник 80–100 см заввишки. Рослина у верхній частині запушена. Листки пальчасто розсічені, з ромбувато-клиноподібними, на верхівці загостреними частками. Суцвіття — розгалужена, кінцева китиця, до 15 см завдовжки. Квітки світло-фіолетові.

## Поширення
Росте e Європs (Польща, Румунія, Україна).
В Україні вид росте на гірських схилах у лісовому поясі — у Карпатах.